# Davie Selke
Davie Selke (ur. 20 stycznia 1995 w Schorndorfie) – niemiecki piłkarz pochodzenia etiopskiego i czeskiego występujący na pozycji napastnika. Były młodzieżowy reprezentant Niemiec. Srebrny medalista olimpijski z Rio de Janeiro w 2016 roku.

## Kariera klubowa
W Bundeslidze debiutował 3 listopada 2013 roku w barwach Werderu Brema w spotkaniu z Hannover 96 wygranym przez jego zespół 3:2 wchodząc na boisko w 63 minucie meczu za Clemensa Fritza. Pierwszą bramkę strzelił w sezonie 2014/2015 w czwartej kolejce pokonując bramkarza FC Augsburg w przegranym przez jego zespół meczu 4:2. Po sezonie 2014/2015 zdecydował się na transfer do RB Lipsk, występującego wtedy w 2. Bundeslidze. Kwota transferu wynosiła 8 milionów euro. W drużynie z Lipska występował przez dwa sezony. Łącznie rozegrał dla RB Lipsk 53 mecze we wszystkich rozgrywkach i wpisał się na listę strzelców 14 razy. Przed sezonem 2017/2018 został sprzedany za 8 milionów euro do występującego w Bundeslidze Hertha BSC. W połowie sezonu 2019/20 wrócił do Werderu Brema
| Klub         | Sezon   | Rozgrywki     | Mecze | Bramki |
| ------------ | ------- | ------------- | ----- | ------ |
| Werder Brema | 2013/14 | Bundesliga    | 3     | 0      |
| Werder Brema | 2014/15 | Bundesliga    | 30    | 9      |
| RB Lipsk     | 2015/16 | 2. Bundesliga | 30    | 10     |
| RB Lipsk     | 2016/17 | Bundesliga    | 21    | 4      |
| Hertha BSC   | 2017/18 | Bundesliga    | 27    | 10     |
| Hertha BSC   | 2018/19 | Bundesliga    | 25    | 3      |
| Werder Brema | 2019/20 | Bundesliga    | 11    | 0      |
| Werder Brema | 2020/21 | Bundesliga    | 20    | 3      |

## Kariera reprezentacyjna
W 2014 roku wziął udział wraz z reprezentacją Niemiec w Mistrzostwach Europy U-19 rozgrywanych na Węgrzech zdobywając złoty medal. Reprezentacja Niemiec w finale pokonała 1:0 Portugalię. Davie Selke został królem strzelców turnieju z 6 golami na koncie. Został również uznany za najlepszego zawodnika turnieju oraz znalazł się w najlepszej drużynie mistrzostw.
W 2016 roku był członkiem reprezentacji Niemiec biorącej udział w Igrzyskach Olimpijskich w Rio de Janeiro. Niemiecka reprezentacja została srebrnym medalistą turnieju piłkarskiego ulegając w finale reprezentacji Brazylii po rzutach karnych.
W 2017 roku wraz z reprezentacją Niemiec wystąpił w Mistrzostwach Europy U-21 rozgrywanych w Polsce zdobywając złoty medal. W finale Niemcy pokonały 1:0 Hiszpanię.